# تأنيث (نشاط)

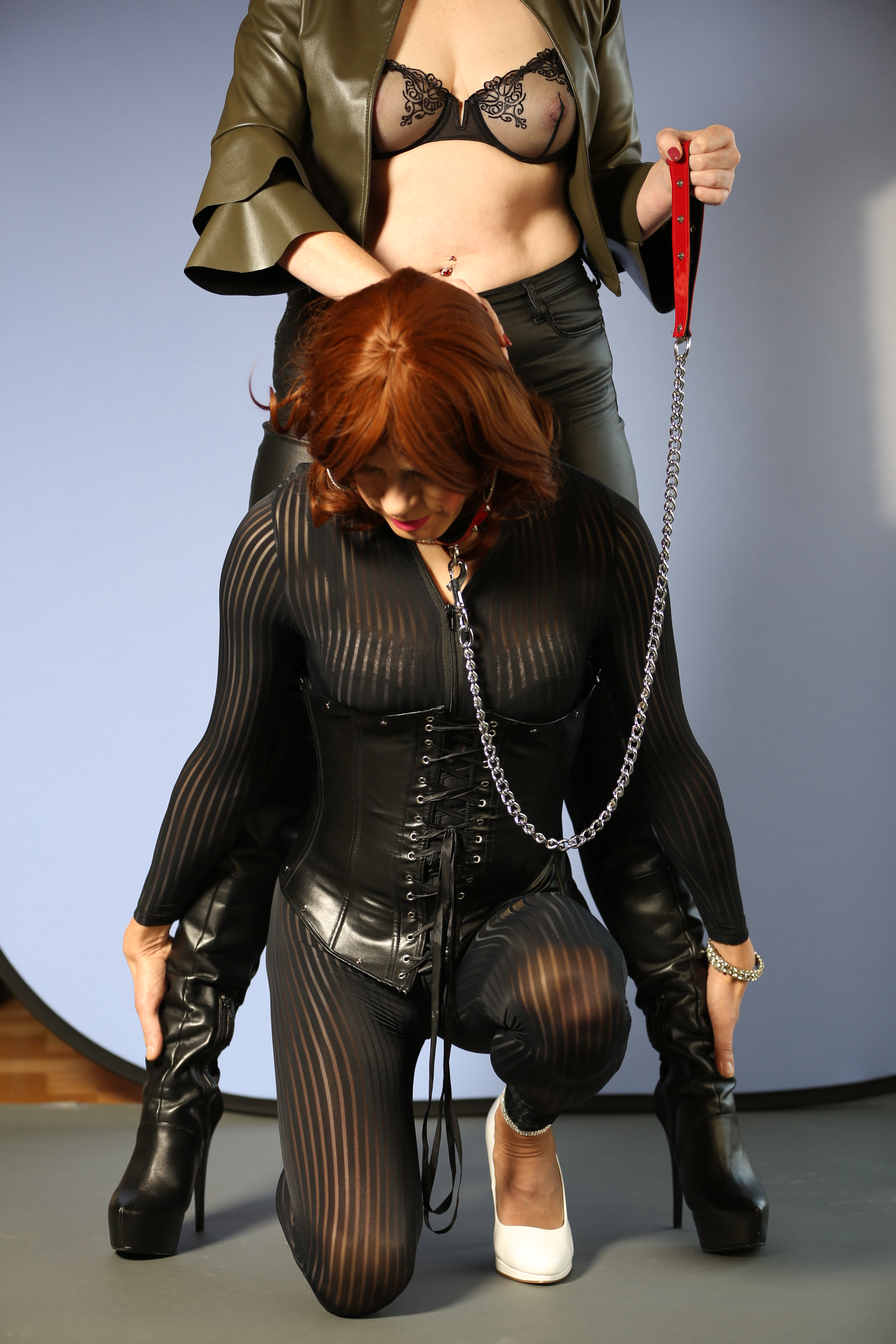
مسيطرة وخاضع يمارسان التأنيث.

التأنيث وأحياناً التأنيث القسري ويعرف أيضاً باسم التخنيث هو ممارسة في الهيمنة والخضوع أو الثقافات الجنسية الغريبة، والتي تنضوي على عكس أدوار الجنسين وجعل الذكر الخاضع يأخذ دور أنثوي، والذي يتضمن ارتداء الملابس المغايرة. تشمل الممارسات الفرعية للتأنيث: تدريب المتخنث، حيث يتم تدريب الذكر الخاضع على أن يصبح أنثوياً. التأنيث باعتباره فتيشية جنسية لا يعني أن يصبح الذكر امرأة متحولة جنسياً، والشركاء الخاضعون المنخرطون فيها هم عادةً رجال مغايرو الجنس. تم التكهن بأن الفتيشية متجذرة من الضغط المجتمعي على الرجال ليكونوا ذكوريين تقليدياً.